# King of the Zombies
King of the Zombies is een Amerikaanse horrorfilm uit 1941 onder regie van Jean Yarbrough. De film bevindt zich in het publieke domein.
De filmmuziek (gecomponeerd door Edward J. Kay) werd genomineerd voor een Oscar.

## Verhaal
Een vliegtuig met drie inzittenden maakt een noodlanding op een eiland bij de Bahama's. De bemanning is te gast bij een vreemde professor. Die nacht worden ze overvallen door rondlopende doden, waar de professor meer van blijkt te weten.

## Rolverdeling
| Acteur             | Personage                |
| ------------------ | ------------------------ |
| Mantan Moreland    | Jefferson 'Jeff' Jackson |
| Dick Purcell       | James 'Mac' McCarthy     |
| Joan Woodbury      | Barbara Winslow          |
| John Archer        | Bill Summers             |
| Henry Victor       | Dr. Miklos Sangre        |
| Patricia Stacey    | Alyce Sangre             |
| Marguerite Whitten | Samantha                 |
| Leigh Whipper      | Momba                    |

## Verwijzingen
- (en)   King of the Zombies in de Internet Movie Database
- King of the Zombies op Internet Archive